# Tatort: Kassensturz (2009)
Kassensturz ist die 720. Episode der Krimireihe Tatort und eine Produktion des SWR in Zusammenarbeit mit der Maran Film GmbH. Die Erstausstrahlung erfolgte am 1. Februar 2009 im Ersten Deutschen Fernsehen. Er ist der 37. gemeinsame Fall des Ludwigshafener Ermittlerduos Lena Odenthal (Ulrike Folkerts) und Mario Kopper (Andreas Hoppe). Sie haben es in dieser Episode mit den Abgründen des Arbeitsmarktes im Billiglohn- und Discounterbereich zu tun, dessen brutale Welt und Psychodruck die Menschen bis zu einem Mord treiben.

## Handlung
Boris Blaschke wird erschlagen auf einer Mülldeponie gefunden. Odenthal und Kopper befragen seine Chefin und sie weiß, dass er noch bis zum Abend auf der Gebietsleiterversammlung war und nach einem Telefonat weggefahren ist. Als Blaschkes Nachfolger, insbesondere bei der Betreuung der Billy-Filialen, wird Günter Nowak eingesetzt.
Odenthal und Kopper treffen den Detektiv Kampmüller, der aus einem Auto heraus Fotos macht. Er sagt ihnen, dass Blaschke ihn beauftragt hätte, seine Angestellten zu beobachten. Zudem organisiert er in den Filialen fingierte Diebstähle, um die Angestellten zu testen, ob sie auch richtig aufpassen.
Über Blaschkes Tod ist keiner der Billy-Angestellten wirklich traurig, weil er ständig sein Versagen auf ihre Rücken abgewälzt hat. Sie sind dabei, eine Mitarbeitervertretung zu organisieren, um sich besser zu schützen. Bei der Antragsstellung traut sich jedoch nur Gisela Dullenkopf, das Wort zu ergreifen. In der Konsequenz wird sie am nächsten Tag unter einem Vorwand von Nowak gekündigt.
Blaschkes Dienstwagen ist nicht auffindbar und wird zur Fahndung ausgeschrieben. Von einem Experten der Gewerbeaufsicht lassen sich die Ermittler die „Funktionsweise“ der Billigdiscounter erklären und sind entsetzt: Detektive zur Überwachung, Kameras, schlechteste Arbeitsbedingungen, Handgreiflichkeiten, Gemeinheiten, Unterstellungen, Krankmeldungen, die nicht toleriert werden, Einschüchterungen und so weiter. Odenthal und Kopper lassen sich von Nowak eine Liste der Mitarbeiter von Blaschkes Filiale geben. Gisela Dullenkopf, die nun nicht mehr bei Billy arbeitet, wird von ihnen aufgesucht und befragt. Sie sagt ihnen, dass ihr Sohn Jan, der auch bei Billy gearbeitet hat und gekündigt wurde, sich umgebracht hätte. Kopper findet heraus, dass er in seine Kollegin Beate Schütz verliebt war und sie weiß, dass er wegen Blaschke in den Tod gesprungen ist. Beate wird befragt und erzählt, dass Blaschke auch auf sie „scharf“ war und sie belästigt hätte. Jan hätte das mitbekommen und sich mit Blaschke angelegt. Daraufhin wurde ihm gekündigt.
Blaschke hat sich nach allen Seiten abgesichert und jede Menge Material über Kollegen und Angestellte gesammelt: getunte Tachoscheiben, manipulierte Inventuren und so weiter, was für eine geplante Erpressung sprechen könnte. Bei einer Befragung stellt sich heraus, dass Nowak an dem Tatabend Blaschke gefolgt war, und so wird dieser umgehend befragt. Er gibt zu, in Blaschkes Wohnung nach den Unterlagen gesucht zu haben, aber ermordet habe er ihn nicht. Odenthal stellt eine junge Frau, die sich gerade an den Müllcontainern bedient. Von ihr erfährt sie, dass vor zwei Tagen der Container ausnahmsweise mal abgeschlossen war, was dafür spricht, dass Blaschke eventuell hier „entsorgt“ wurde.
Die Obduktion ergibt, dass das Opfer mit zwei verschiedenen Gegenständen erschlagen wurde. Auch der Wagen wird endlich gefunden, aber außer ein paar unbekannten Fingerabdrücken gab es nichts Verwertbares. Ein erster Vergleichstest der Abdrücke führt zur Filialleiterin Hannelore Freytag. Die Ermittler konfrontieren sie mit den Tatsachen und sie gibt an, dass Blaschke spät abends noch einmal in die Filiale kam. Er wollte wissen, wo sich die Angestellten treffen, um sich für die geplante Betriebsratswahl zu organisieren. Blaschke wurde so wütend und fing an, auf sie einzuprügeln, sodass sie sich zur Wehr gesetzt hätte. Sie gesteht die Tat, doch die Ermittler stellen fest, dass sie die Leiche nicht allein in den Container werfen konnte. Thomas, der seine Freundin Beate an diesem Abend abholen wollte, kam dazu, wollte Hannelore Freytag helfen. Deshalb schlug er ihren Peiniger mit einer Markisenstange nieder, anschließend schlug auch noch Hannelore Freytag mit einer Reinigerflasche zu. Dieser zweite, von ihr ausgeführte Schlag, war tödlich. Zusammen entsorgten sie Blaschke in einem Container und versteckten anschließend sein Auto.

## Hintergrund
Kassensturz wurde unter dem Arbeitstitel Nullkasse in Ludwigshafen, der Umgebung von Ludwigshafen, Karlsruhe und Baden-Baden gedreht.

## Rezeption

### Einschaltquoten
Bei der Erstausstrahlung von Kassensturz am 1. Februar 2009 haben 8,78 Millionen Zuschauer die Sendung verfolgt, was einen Marktanteil von 23,8 Prozent entsprach.

### Kritik
Bei stern.de lesen wir, dass mit jeder noch so banalen Kaufentscheidung die wir tätigen, die Bedingungen in unserer Gesellschaft beeinflussen: Ob Hühner in Legebatterien leben oder Menschen wie in einem Zuchthaus arbeiten. Das gibt jedem die Möglichkeit darüber nachzudenken, was wir wo und zu welchem Preis kaufen.

„Kaum ein "Tatort" ist so wertvoll wie dieser. Denn keine noch so gut gemachte Reportage kann den Zuschauer so tief in das Schicksal gepeinigter Angestellter einführen, kann sie emotional so bewegen. Und wenn Sie das nächste Mal beim Einkaufen im Billigmarkt um die Ecke ein mulmiges Gefühl beschleicht und Sie sich fragen, warum die Waren eigentlich so billig sein können, war jeder Cent für diesen "Tatort" bestens investiert.“

Bei tittelbach.tv bekommen wir ein wenig zu den Abläufen im Hintergrund zu lesen und Rainer Tittelbach meint, dass der Film seine besonderen Stärken in seiner Milieuschilderung besitzt. Zudem ist die Geschichte so realitätsnah – wie wir im Fall von Lidl&Co. aus den Medien oft genug hören müssen.

„"Kassensturz" bot einen soliden Whodunit mit einigen Einblicken in die Psychologie der Hartz-IV-Gesellschaft. Allein die Auflösung fiel etwas beliebig aus.“

TV Spielfilm gibt seine Bewertung wie so oft in einem kurzen und prägnanten Satz:

„Billig, billig, billig… Image ist nicht alles!“

## Auszeichnungen
Stephan Falk und Lars Montag erhielten für das Drehbuch zu Tatort: Kassensturz den ver.di-Fernsehpreis 2010 und waren für den Deutschen Fernsehpreis 2009 in der Kategorie „Bestes Buch“ nominiert.